# スルメロック
スルメロック（3月20日 - ）は、日本の漫画家。スルメ・デ・ラ・ロチャとしても知られており、pixivやTwitterなどのソーシャル・ネットワーキング・サービス上で活動している。

## 活動
pixivで活動しており、Twitterでは4コマ漫画を投稿している。2017年には『いじめられる側の原因』という漫画を投稿し、いじめに関する議論を喚起した。2019年に投稿された『「不快な情報」との付き合いかた』も反響を呼んだ。2019年2月23日にサタデープログラムで講演を行った。
ネット上の誹謗中傷や表現の自由に関するテーマで制作することが多く、作品は過激になりすぎることもあり、女性の人権に関する過剰な主張に対する警鐘を鳴らす意図で投稿された漫画は物議を醸した。
影響を受けた作品としてアーロン・マッグルーダー作の『ブーンドックス』を挙げている。

## 評価
作品は「分かりやすい」「長年言いたかったことが表現されている」と評価されている。

## 出演
- サンデージャポン（2023年4月23日）